# Valeri Rezantsev
Valeri Rezantsev (Novomoskovsk, Unión Soviética, 8 de octubre de 1946) es un deportista soviético retirado especialista en lucha grecorromana donde llegó a ser campeón olímpico en Múnich 1972 y Montreal 1976.

## Carrera deportiva
En los Juegos Olímpicos de 1972 celebrados en Múnich ganó la medalla de oro en lucha grecorromana de pesos de hasta 90 kg, por delante del yugoslavo Josip Čorak (plata) y del polaco Czesław Kwieciński (bronce). Cuatro años después, en las Olimpiadas de Montreal 1976 ganó de nuevo el oro en la misma categoría.